# Zeynep Gülmez
Zeynep Gülmez (Bursa, 10 luglio 1974) è un'attrice turca, nota per aver interpretato il ruolo di Müjgan Kutlu nella serie Come sorelle (Sevgili Geçmiş).

## Biografia
Zeynep Gülmez è nata il 10 luglio 1974 a Bursa (Turchia), fin da piccola ha mostrato un'inclinazione per la recitazione.

## Carriera
Zeynep Gülmez ha completato la sua istruzione primaria e secondaria a Bursa. Si è laureata presso il Dipartimento teatrale della Dokuz Eylül University nella Facoltà di Belle arti. Dopo la laurea tra il 1996 e il 1998 ha lavorato come artista a contratto presso il teatro statale di Bursa. Nel 1998 si è stabilita a Istanbul, dove ha lavorato come attrice presso il teatro Yalçın Menteş nella stagione 1999-2000, al teatro Kandemir Konduk nella stagione 2000-2001, all'Oyun Atölyesi nella stagione 2004-2005, al teatro Donkişot nella stagione 2007-2008 e al teatro Cef nella stagione 2008-2009. Oltre a recitare, molti lavora anche nel cinema, in televisione e nella pubblicità.

## Vita privata
Zeynep Gülmez dal 2015 al 2017 è stata sposata con Tolga Güleryüz.

## Filmografia

### Cinema
- Güle Güle, regia di Zeki Ökten (2000)
- Abuzer Kadayif, regia di Tunç Basaran (2000)
- Rüzgarlar, regia di Selim Evci (2013)
- Komik bir ask hikayesi, regia di Cüneyt Yosulçay (2013)
- Kaçis 1950, regia di Ibrahim Biçer (2015)
- Seflerin Sefi, regia di Ahmet Kapucu (2021)

### Televisione
- Tatli Kaçiklar – serie TV (1996)
- Küçük besleme – serie TV (1999)
- Bize ne oldu – miniserie TV (1999)
- Dikkat bebek var – serie TV (2000)
- Vay Anam Vay – serie TV (2001)
- Cinlerle Periler – serie TV (2001)
- Kuzenlerim – serie TV (2002)
- Bayanlar baylar – serie TV (2002)
- Kinali kar – serie TV (2002-2004)
- Hürrem Sultan – serie TV (2003)
- Sev kardesim – miniserie TV (2006)
- Annem – serie TV (2007-2009)
- Selena – serie TV (2008-2009)
- Alemin Kirali – serie TV (2011)
- Yesil Deniz – serie TV (2014)
- Yalaza – serie TV (2017)
- Kocaman Ailem – serie TV (2018)
- Come sorelle (Sevgili Geçmiş) – serie TV (2019)
- Maria ile Mustafa – serie TV (2020)

## Teatro
- Gölgenin Canı
- Palyaçolar
- Düğün Ya da Davul, diretto da Haşmet Zeybek, presso il teatro statale di Bursa
- Hüznün Coşkusu
- Bir Şehnaz Oyun, diretto da Turgut Özakman
- Helikopter, diretto da Tuncer Cücenoğlu
- Konuşan Törki, presso il teatro Yalçın Menteş
- Medya Medya Nereye, diretto da Kandemir Konduk, presso il teatro Kandemir Konduk (2001)
- Cimri di Molière, presso il teatro Oyun Atölyesi (2004)
- Karmakarışık di Ray Cooney, presso il teatro Donkişot (2007)
- Letafet di Soner Olgun, presso il teatro Cef (2008)